# Paralentia
Paralentia är ett släkte av ringmaskar. Paralentia ingår i familjen Polynoidae.
Kladogram enligt Catalogue of Life:
| Paralentia | \| \| Paralentia annamita \| \| \| \| \| \| Paralentia tonkinica \| \| \| \| |
|            | \| \| Paralentia annamita \| \| \| \| \| \| Paralentia tonkinica \| \| \| \| |
|            | Paralentia annamita                                                          |
|            |                                                                              |
|            | Paralentia tonkinica                                                         |
|            |                                                                              |